# Stubenberg (Meteorit)

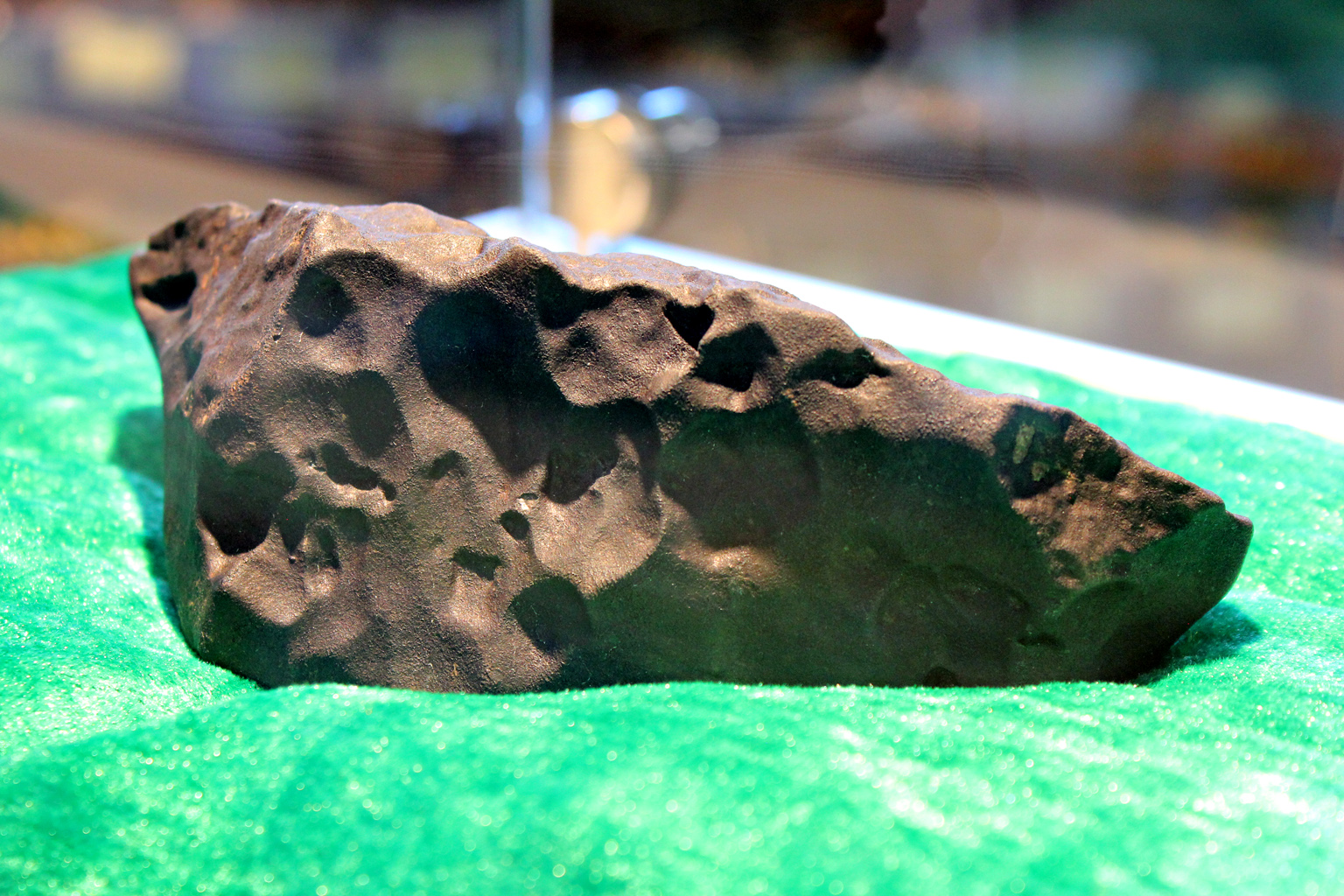
Hauptmasse des Stubenberg-Meteoriten (Rückseite)

Der Meteorit Stubenberg ging am 6. März 2016 bei Stubenberg nieder und wurde anhand von Berechnungen des Fallgebiets am 12. März 2016 gefunden.
Der ursprüngliche Meteoroid zerfiel beim Eintritt in die Erdatmosphäre in mehrere Fragmente, die über einem mehrere Quadratkilometer großen Gebiet niedergingen. Bisher konnten ein großes Fragment und viele kleinere Bruckstücke und Splitter mit einer Gesamtmasse von rund 1,5 Kilogramm geborgen werden. Stubenberg wurde als Gewöhnlicher Chondrit (Typ LL6) klassifiziert, eine Gruppe innerhalb der Steinmeteoriten. Genau wie der Meteorit Neuschwanstein konnte er anhand simultaner fotografischer Aufzeichnungen aufgefunden werden.
In Zukunft soll der Meteorit im Rieskratermuseum in Nördlingen zu sehen sein.